# Antun Grubaš
Antun Grubaš (Antonio Grubas), (Perast, pol. 18. st. – Mleci, 19. st.), hrvatski kartograf, hidrograf i kapetan, podrijetlom iz peraške obitelji Grubaš.
Rođen u Perastu. Život je nastavio u Veneciji. Nastanio se u ulici Corte delle Colonne, poznatoj po hrvatskim useljenicima.
U starijoj literaturi smatralo ga se autorom plovidbenog priručnika na talijanskom jeziku iz 1833. godine za plovidbu Jadranom. Udžbenik je opisao plovidbene značajke Jadranskog mora. Novi obalni peljar Jadranskoga mora (Nuovo costiere del Mare Adriatico) Obogaćen je s podatcima i za hrvatsku obalu. U novijoj se literaturi Antunova djela pripisuju 
Starija literatura Ivanova djela pripisuju Ivanu Grubašu, a postojale su i dvojbe.